# Les Rois du volant
 (mars 2012).
Si vous disposez d'ouvrages ou d'articles de référence ou si vous connaissez des sites web de qualité traitant du thème abordé ici, merci de compléter l'article en donnant les références utiles à sa vérifiabilité et en les liant à la section « Notes et références ».
Les Rois du volant (en néerlandais : De Koningen der baan) est le nom qui avait été donné à des jeux de plage publicitaires organisés à la côte belge, durant les mois de juillet et août, de 1951 à 1970. 
Les épreuves se déroulaient, le plus souvent pendant deux journées consécutives, dans chaque cité balnéaire. Il s'agissait de courses avec des petites voitures à pédales. Les jeunes participants étaient répartis en deux catégories d'âge. Dans chaque catégorie, les vainqueurs ayant les 10 meilleurs temps pouvaient participer à la finale locale, qui consistait en un contre la montre individuel. Le vainqueur local gagnait une montre-bracelet. Une finale nationale se déroulait alors en septembre. En 1969, celle-ci eut lieu sur la place Flagey, à Ixelles (Bruxelles). Le vainqueur national obtenait alors un prix tel qu'un voyage, p.ex.
Ces jeux de plage étaient sponsorisés par Apollinaris (eau) et Torck, ainsi que par une série d'autres firmes (comme les montres Pontiac), qui pouvaient différer d'une année à l'autre. Durant les premières années, le journal Spirou était étroitement associé à l'organisation de ces jeux de plage. Mais c'est toutefois le journal Tintin qui a participé aux trois toutes dernières éditions de ces jeux (1968, 1969 et 1970).
Le camion publicitaire d'Apollinaris était de marque Studebaker, et avait été fabriqué spécialement pour l'occasion.